# Formiche mellifere

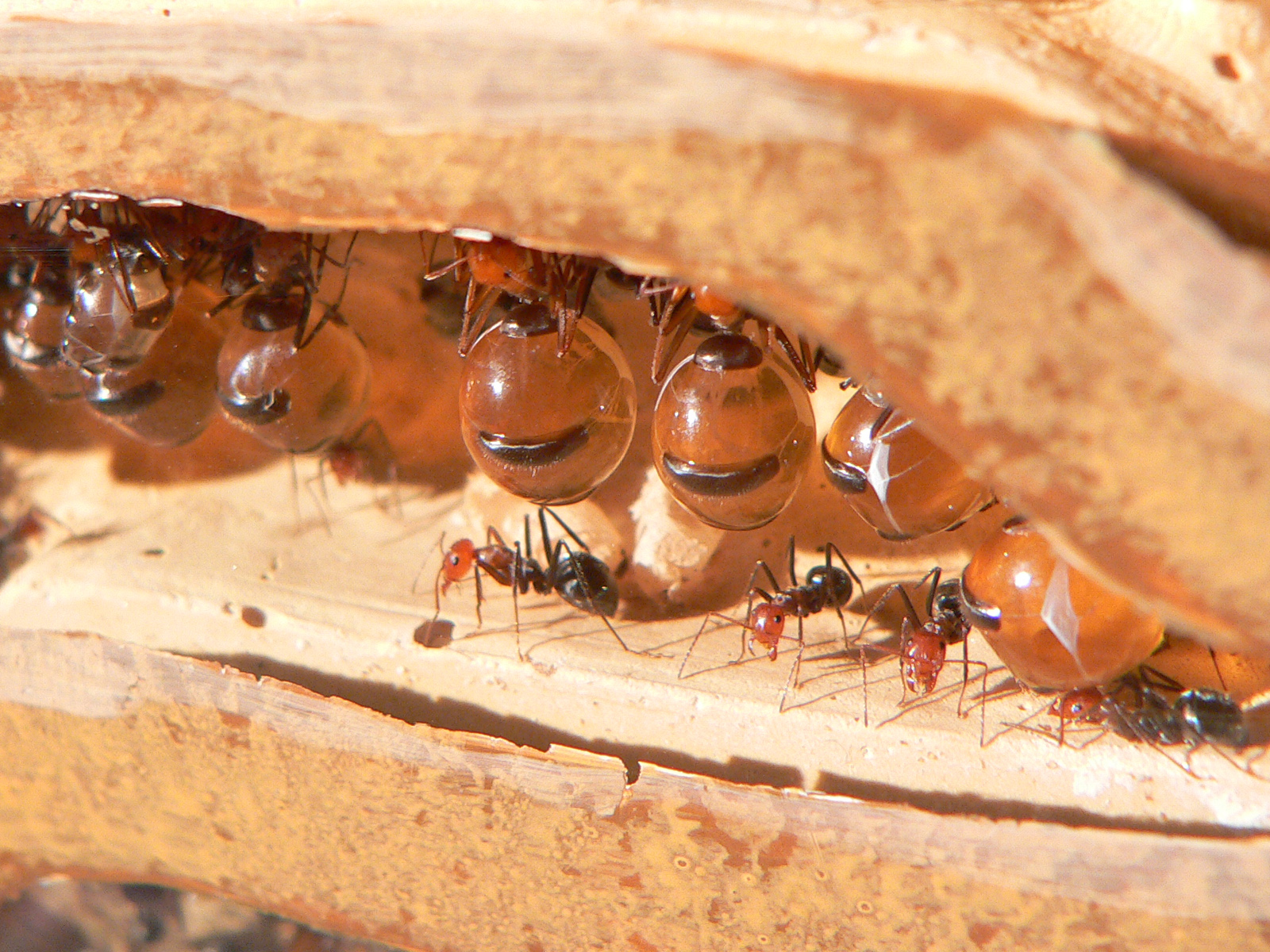
Formiche del miele del genere Myrmecocystus.

Le formiche mellifere o formiche del miele, dette anche formiche otri (in inglese honey ants o honeypot ants) sono formiche caratterizzate dalla presenza di operaie specializzate (dette repletes) che vengono utilizzate dal resto della colonia come veri e propri magazzini viventi: le formiche operaie, dopo aver estratto la melata dagli afidi, la portano alle repletes, che vengono nutrite al punto che il loro gastro diviene rigonfio, sino a raggiungere le dimensioni di un acino d'uva. Le repletes, incapaci di muoversi, si appendono al soffitto delle celle del nido, diventando delle riserve viventi di cibo per l'intera colonia. Esse nutrono le loro compagne tramite trofallassi; quando le riserve alimentari scarseggiano le operaie titillano le antenne delle repletes e queste rigurgitano il cibo, grazie a un'apposita valvola gastrica che ne regola il flusso.
Tra i primi entomologi a descrivere approfonditamente le formiche del miele vi furono Henry Christopher McCook e William Morton Wheeler.
La presenza di operaie specializzate nell'immagazzinamento si è evoluta autonomamente in specie appartenenti ad almeno sette generi differenti, accomunate dal fatto di vivere in zone estremamente aride. Tra esse vi sono alcune specie australiane dei generi Camponotus, Leptomyrmex e Melophorus; alcune specie nordamericane dei generi Myrmecocystus e Prenolepis; alcune specie nordafricane del genere Cataglyphis e alcune specie sudafricane del genere Plagiolepis.
Le formiche del miele dei generi Camponotus e Melophorus sono parte integrante della dieta tradizionale di varie popolazioni aborigene australiane.